# André Ooijer
André Antonius Maria Ooijer (născut 11 iulie 1974 în Amsterdam) este un jucător de fotbal, care joacă pentru Echipa națională de fotbal a Țărilor de Jos. În acest moment nu este legitimat la niciun club, dar se va alătura AEK Larnaca FC după 12 iulie.